# Il peso delle catene
Il peso delle catene è un film documentario canadese del 2010 diretto dal regista-documentarista serbo-canadese Boris Malagurski che analizza il ruolo avuto dagli Stati Uniti d'America, la NATO e l'UE durante la dissoluzione della ex Jugoslavia. È uscito il 17 dicembre 2010.
Il peso delle catene osserva da un punto di vista inedito il coinvolgimento dell'Occidente nella dissoluzione della ex Jugoslavia e sostiene che le divisioni tra i gruppi etnici siano state provocate dall'esterno, mentre la maggioranza della popolazione voleva la pace. Comunque, secondo l'autore del film, le fazioni estreme dei gruppi etnici jugoslavi hanno, con sostegno dei loro mentori esteri, messo da parte i moderati e tuttora dopo dieci anni dall'ultimo conflitto l'odio rimane forte tra le popolazioni che continuano ad alimentare i miti su ciò che è veramente accaduto negli anni Novanta.

## Trama
Viene dapprima esposta una breve storia della Jugoslavia, spiegando l'idea della stessa e di come è nata. Con Malagurski nella parte di narratore, si spiega cosa è successo in Jugoslavia durante la Seconda guerra mondiale e come la Jugoslavia di Tito è stata costruita. L'intensità del racconto sale quando si arriva alla morte di Tito e di seguito allo stato dell'economia jugoslava negli anni Ottanta, con menzione specifica di Ronald Reagan e della sua "National Security Decisions Directive 133" del 1984, che dimostra gli interessi degli Stati Uniti in Jugoslavia con la promozione della "tendenza verso una struttura economica jugoslava orientata al mercato". Il ruolo del National Endowment for Democracy in Jugoslavia viene quindi analizzato e collegato con la formazione dell'organizzazione G17 Plus. Privatizzazione attraverso la liquidazione è presentata come la maggior causa delle tensioni interetniche verso la fine degli anni Ottanta e all'inizio degli anni Novanta, di seguito spalleggiate da "Foreign Operations Appropriations Act 101-513" emanato durante l'era di George H. W. Bush.
Slobodan Milošević, Franjo Tuđman e Alija Izetbegović hanno ricevuto da questo film una buona dose di critiche, venendo descritti come persone affamate di potere e non molto preoccupate per il destino della gente che rappresentavano. I guerrafondai di casa non sono stati risparmiati. Il ruolo dei media locali viene descritto come maggior causa della mobilizzazione dell'opinione pubblica a favore del conflitto. In seguito il film critica l'Occidente per aver apertamente o segretamente supportato, anche con le armi, i gruppi separatisti e facendo così ha esasperato il conflitto aprendo la strada all'intervento della NATO nel ruolo di finto pacificatore. Si vede chiaramente come l'Occidente abbia proffittato dalla dissoluzione della ex Jugoslavia. Il film include i filmati mai proposti prima, di un villaggio in Bosnia, dove i Serbi e i Bosgnacchi hanno vissuto insieme fino alla fine del conflitto armato, ma sono stati divisi solo dopo la fine della guerra - con i Serbi che devono dire addio ai vicini di casa in lacrime, in partenza verso la loro entità nazionale appena creata.
Il tema del Kosovo viene spiegato partendo dai presupposti storici. Viene menzionata la battaglia sulla Piana dei Merli del 1389, la riconquista del Kosovo da parte della Serbia nel 1912, la persecuzione dei Serbi durante la Seconda guerra mondiale e durante la Jugoslavia di Tito, come anche i piani degli irredentisti albanesi di creare la Grande Albania etnicamente pura. Il film si sofferma anche sugli interessi che le potenze occidentali hanno avuto nel Kosovo e sul perché hanno deciso di intervenire dalla parte degli albanesi nel 1999. Le questioni come il bombardamento di una fabbrica di sigarette, successivamente acquistata dalla Phillip Morris, vengono usate per sostenere che il bombardamento della Serbia sia servito per la colonializzazione economica del paese da parte dell'Occidente.

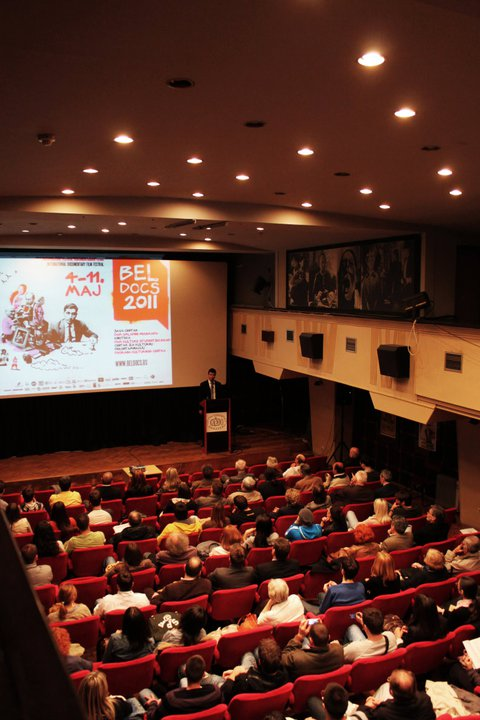
Boris Malagurski si rivolge al pubblico di Belgrado durante la première del film al BELDOCS Film Festival nel teatro Kinoteka, 2011

Nel film ci sono anche delle storie positive – la gente che si aiuta a vicenda senza badare all'appartenenza etnica, le storie di coraggio e di sacrificio. Qui riportiamo la storia della vedova di Josip Kir (ex capo della polizia di Osijek, Croazia), Jadranka Reihl-Kir, che è stata intervistata riguardo al tentativo del marito di risolvere i problemi tra le etnie nella sua zona in maniera pacifica. La vedova di  Milan Levar, Vesna Levar, è anch'essa stata intervistata ed ha parlato della lotta di suo marito per rivelare la politica di pulizia etnica nella sua città di Gospić, Croazia, dove i croati hanno ucciso decine di civili serbi. Un'altra storia racconta di un giovane serbo di nome Srđan Aleksić, il quale padre racconta di come suo figlio sia stato ucciso mentre tentava di salvare un bosniaco da morte certa.
Dopo le guerre, il film ci parla del periodo successivo e di come le politiche del Fondo monetario internazionale e della Banca Mondiale hanno influenzato le giovani repubbliche della ex Jugoslavia. In più, l'Unione europea viene mostrata in un contesto molto negativo e si sostiene che i paesi est-europei non sono mai stati considerati per essere alla pari con quelli dell'ovest, ma piuttosto come mercati per le imprese del Occidente e come riserve di lavoratori a basso costo. Non ci vengono risparmiati neanche i dati shockanti dell'incremento del debito pubblico dei paesi della ex Jugoslavia dal 1990 al 2010.
Il film porta un messaggio di pace e speranza ma non risparmia le critiche alle conseguenze della globalizzazione, richiamando l'attenzione sulle vere cause della dissoluzione della ex Jugoslavia e di chi ci guadagnò. Immancabile un commovente appello ai popoli della ex Jugoslavia di smetterla con l'odio e di provare a capire a fondo il loro dramma.

## Produzione
La registrazione del documentario ha avuto inizio nel 2009 in Canada, con interviste a Ottawa, Montréal e Toronto. La registrazione è continuata durante l'inizio del 2010 negli USA - Columbus, Dayton, New York e Washington, ed è stata conclusa in estate del 2010 in Slovenia - Lubiana; Croazia - Vukovar, Đakovo, Jasenovac, Zagabria, Gospić, Tenin; Bosnia ed Erzegovina - Sarajevo, Trebinje; Serbia - Belgrado, Subotica, Kosovska Mitrovica, Trepča, Priština, Orahovac, Prizren e Štrpce. La fase di post-produzione è stata conclusa in ottobre 2010.
Le immagini d'archivio sono state fornite dalla Radio Televisione di Serbia.